# Raúl Cardozo
Raúl Cardozo (Morón, 28 de outubro de 1967) é um ex-futebolista argentino que atuava como defensor.

## Carreira
Raúl Cardozo integrou a Seleção Argentina de Futebol na Copa América de 1997.